# La Princesse de Trébizonde

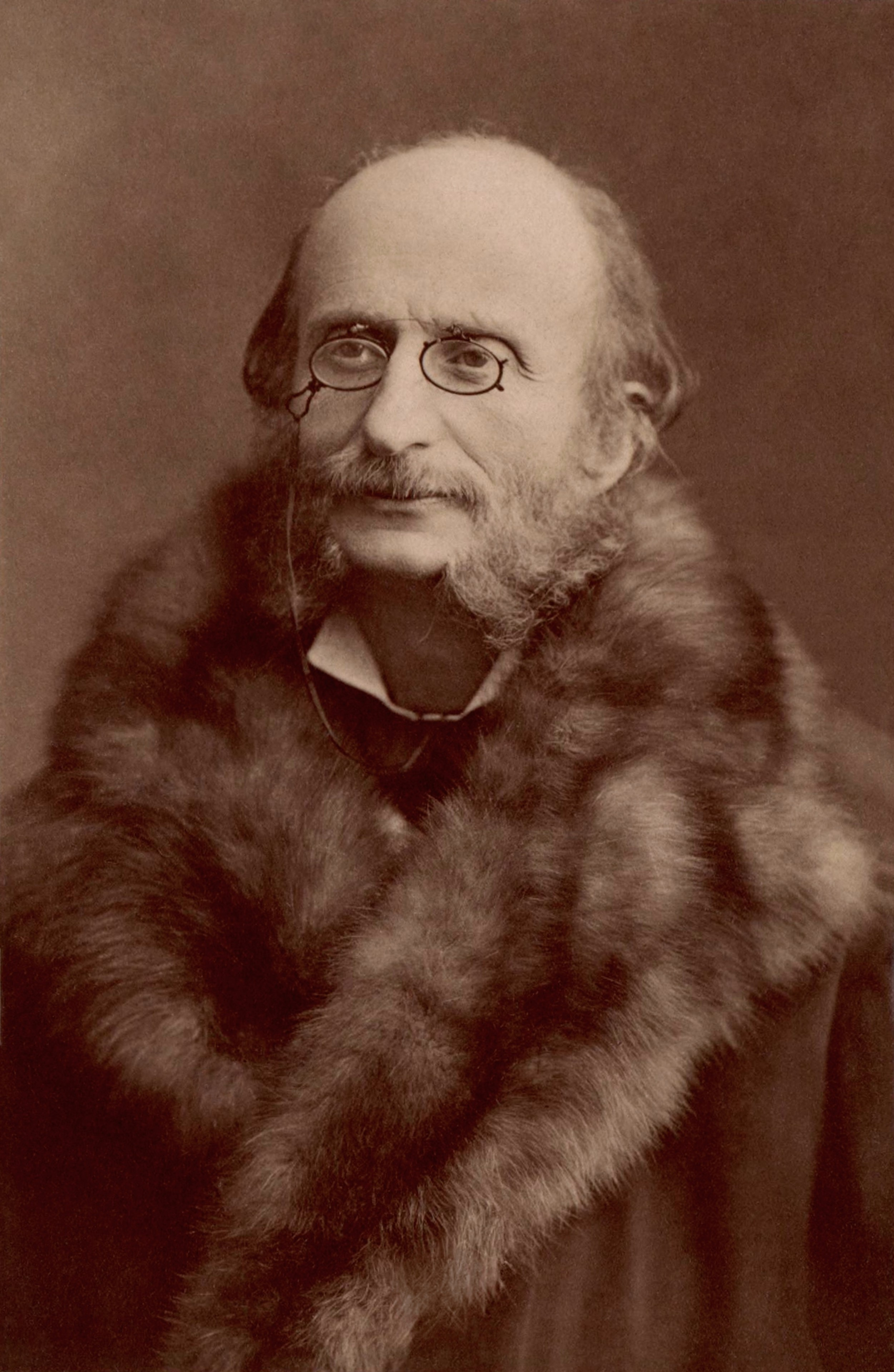
Jacques Offenbach

La Princesse de Trébizonde är en opéra bouffe i tre akter (ursprungligen två akter) med musik av Jacques Offenbach och libretto av Étienne Tréfeu och Charles Nuitter. Operetten spelades första gången den 31 juli 1869 i Baden-Baden i en tvåaktsversion och senare i en version för tre akter med premiär på Théâtre des Bouffes-Parisiens i Paris den 7 december samma år.

## Historia
1869 var ett produktivt och framgångsrikt år för Offenbach. Operetten Vert-Vert hade premiär på Opéra-Comique i Paris den 10 mars. Den följdes mindre än två veckor senare av premiären av La Diva på Bouffes-Parisiens den 22 mars. Den 31 juli hade La Princesse de Trébizonde premiär på teatern i Baden-Baden under ledning av Offenbach själv. I december samma år, inom fem dagar, hade först den reviderade treaktsversione av La Princesse de Trébizonde sin premiär den 7:e på Bouffes-Parisiens, följd av urpremiären på Frihetsbröderna den 10:e på Théâtre des Variétés i Paris och sist premiären på enaktaren La Romance de la rose på Bouffes-Parisiens följande dag.

## Personer
| Roller                                        | Röststämma  | Premiärbesättning 7 december 1869 (Dirigent: ) |
| --------------------------------------------- | ----------- | ---------------------------------------------- |
| Regina                                        | Mezzosopran | Mlle Chaumont                                  |
| Zanetta                                       | Sopran      | Mlle Fonti                                     |
| Paola                                         | Alt         | Félicia Thierret                               |
| Prins Raphaël                                 | Mezzosopran | Anna Van Ghell                                 |
| Cabriolo                                      | Bas         | Désiré                                         |
| Trémolini                                     | Tenor       | Bonnet                                         |
| Prins Casimir                                 | Tenor       | Jean-François Berthelier                       |
| Sparadrap                                     | Tenor       | Édouard Georges                                |
| Kör: Bybor, jägare, cirkusfolk, flickor, etc' |             |                                                |

## Handling
Akt 1
Cabriolo är innehavare av ett "Lustiga Huset" på en resande karneval. Attraktionerna i huset består bland annat av vaxfigurer och däribland en vacker sådan föreställande prinsessan av Trébizonde. I truppen ingår också Cabriolos syster Paola, som är akrobat, hans döttrar Zanetta och Regina, samt Trémolini som är Reginas före detta fästman. Medan Zanetta dammar av vaxdockan lyckas hon oavsiktligt bryta av hennes näsa och har därför inget annat val än att själv imitera vaxdockan. Prins Raphaël kommer på besök och i stället för att betala inträde ger han truppen en lotteribiljett. Prinsen blir omedelbart förälskad i vad han tror är vaxdockan. Teatertruppen blir förtjusta när de får nyheten att lotten har utfallit med vinst och att priset är ett slott!
Akt 2
Sex månader har gått och Cabriolo och hans trupp finner inte slottslivet så glamoröst som de hade föreställt sig. De är förskräckligt uttråkade och längtar efter sitt forna liv som kringresande skådespelare. Prins Raphaël, hans fader prins Casimir och läraren Sparadrap kommer på besök. Raphaël övertalar fadern att köpa alla vaxdockor och göra Cabriolo till chef över ett nytt museum med vaxdockor.
Akt 3
Cabriolo har utnämnts till "Baron av La Cascatella" och han och hans familj bor i prins Casimiris palats. Trémolini och Regina har återupptagit sin romans. Prins Raphaëls lärare Sparadrap och Paolo har blivit förtjusta i varandra. Prins Raphaël har upptäckt att "prinsessan Trébizonde", som han älskade, inte är en docka utan en riktig flicka, Zanetta. Detta innebär svårigheter vilket han förklarar för henne: att vara förälskad i en vaxdocka är ofarligt men hans fade skulle aldrig tillåta att han gifte sig med en flicka under hans rang. Prins Casimir dyker upp och är verkligen missnöjd med att hitta sonen vara förälskad i en skådespelerska, men när det uppdagas att han själv en gång var gift med en akrobat - Paolas syster - kan han inte längre ha några invändningar mot sonens val, och verket slutar med trefaldigt bröllop.